# Kairotornet

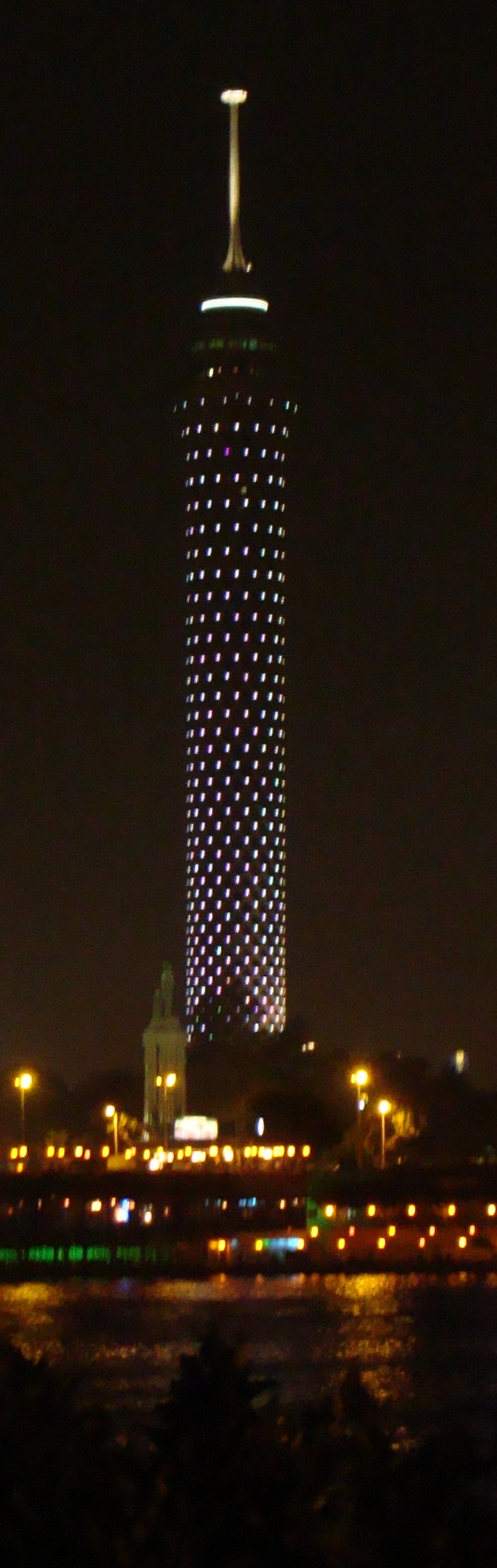
Kairotornet

Kairotornet (arabiska: برج القاهره , transkriberat: Burj al-Qāhira) är ett TV-torn och utsiktstorn i Egyptens huvudstad  Kairo Tornet inrymmer Afrikas första roterande restaurang.

## Byggnaden
Kairotornet är byggt i ren betong (utan armering) och vid färdigställandet var totalhöjden 187 meter. Det finns 1 utsiktsplattform på 160 meters höjd och den roterande restaurangen ligger på 130 meters höjd. Varvfrekvensen ligger på 1 rotation per 70 minuter.
Radio- och TV-antennerna sitter i anslutning till den övre utsiktsplattformen och drivs av Telecom Egypt.
Tornet är världens högsta byggnad byggd i endast ren betong.

## Historia
Kairotornet står på Geziraön i stadsdelen Zamalek i centrala Kairo. Bygget startade 1956 och tornet invigdes den 11 april 1961. Vid invigningen var tornet den högsta fristående byggnaden i Afrika.
Åren 2004 till 2009 genomgick tornet en omfattande renovering, arbetet var helt avslutat till tornets 50-årsjubileum i april 2011.